# Wilhelm Hertin
Wilhelm Hertin (* 8. Februar 1880 in Voßwinkel; † 23. September 1968 in Balve) war ein deutscher Kommunalpolitiker und ehrenamtlicher Landrat (CDU).

## Leben und Beruf
Nach dem Besuch der Volksschule absolvierte er eine kaufmännische Ausbildung und war danach als Kaufmann und Fabrikant tätig. 1930 übernahm Wilhelm Hertin die Chemische Fabrik Wocklum, die ursprünglich ein Zulieferbetrieb der Luisenhütte Wocklum war. 
Er war verheiratet und hatte vier Kinder.

## Abgeordneter
Vom 14. März 1946 bis zum 18. März 1961 war Hertin Mitglied des Kreistages des Landkreises Arnsberg im Land Nordrhein-Westfalen. Außerdem gehörte er dem Rat der Stadt Balve an.

## Öffentliche Ämter
Vom 10. November 1956 bis zum 6. April 1961 war er Landrat des Landkreises Arnsberg und von 1946 bis 1947 war Hertin Bürgermeister der Stadt Balve.

## Ehrungen
1953 erhielt er das Verdienstkreuz (Steckkreuz) der Bundesrepublik Deutschland. In Balve wurde ein Brunnen errichtet, der bekannte Bürger der Stadt ehrt. Einer der sieben Bronzegestalten ist der Fabrikant Wilhelm Hertin.